# MH-53 페이브로
MH-53 페이브로는 CH-53 시스탤리온을 장거리 탐색 및 구조 (CSAR) 임무용으로 개조한 헬리콥터이다.
HH-53 Super Jolly Green Giant이 개발되어서 HH-3 Jolly Green Giant를 대체하였다. HH-53은 나중에 업그레이드 되었으며, 이것이 MH-53 페이브로이다.
미국 공군의 MH-53J/M는 2008년 9월 퇴역했다.

## 역할

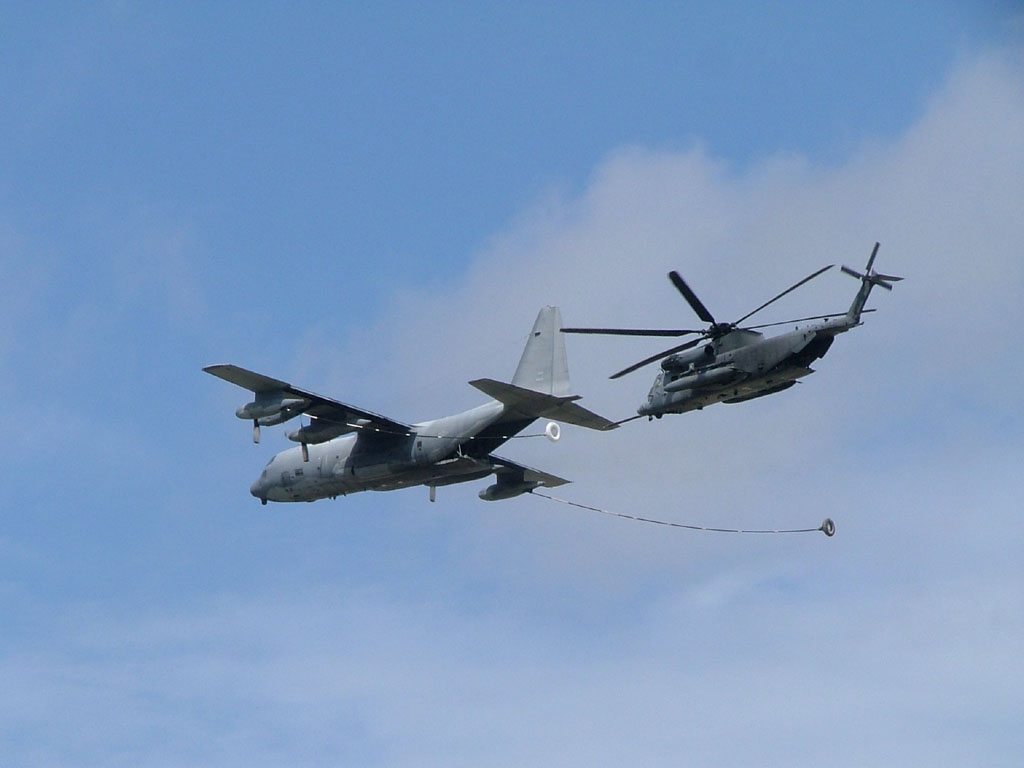
세계 최대 에어쇼인 영국의 로열 인터내셔널 에어타투 2004에서 MC-130P가 페이브로 헬기에 공중급유 시범비행을 하고 있다

주야간은 물론 악천후에도 비행이 가능한 장거리침투용 헬리콥터이다. 전장상황을 종합적으로 파악할 수 있고, 방어능력이 뛰어나 특수부대 침투나 탐색 구조 작전에 제일 먼저 투입된다. 걸프전때 아파치 공격헬기를 이끌고 이라크에 선봉으로 침투, 이라크군의 레이더망을 무력화시켰고, 1989년 파나마 침공 때도 앞장섰다.

## 아프가니스탄
2001년 11월 2일 미국 공군 특수작전군이 운영하는 MH-53 페이브로 헬기가 악천후로 추락, 탑승자 4명이 부상했다고 미국 국방부가 밝혔다. 이와 관련, 아프간 탈레반 정권은 이란 국영 TV에 출연, 자신들이 미군 헬리콥터 2대와 MQ-1 프레데터 1대를 격추했으며 최소 40명의 미국인을 사살했다고 주장했다. 미국 국방부는 거짓말이라고 주장했다. 이 헬리콥터는 주.야간은 물론 악천후에도 비행이 가능한 장거리 침투용 헬기로 알려져 있다.

## 이라크
2003년 MH-53 페이브로 헬리콥터가 미군의 이라크전 공습이 시작되기 직전 이라크-쿠웨이트 국경의 비무장 안전지대 안에서 추락했다. 탑승자는 6명이었다. 이라크 군당국은 자신들이 MH-53 페이브로를 격추시켰다고 주장했다. 특수부대를 적 후방 깊숙이 침투시키는 비밀작전에 주로 사용되는 MH-53 페이브로가 왜 불시착했는지 미군 당국은 밝히지 않고 있다.

## 주한미군
1993년에 주한미군에 MH-53J가 배치되었다. 당시 국내에 훈련차 오는 미군 특수부대뿐만 아니라 제대로 된 침투자산이 없는 한국군의 특전사나 해군특수전전단 등도 자주 이용하였으며 이들은 2001년에 미육군의 MH-47E 스페셜 오퍼레이션스 치누크로 교체되었다.

## 제원 (MH-53J)
정보의 출처: USAF MH-53J/M, International Directory, Vectorsite
일반 특성
- 승무원: 6 (two pilots, two flight engineers and two aerial gunners)
- 용량: 37 troops (55 in alternate configuration)
- 길이: 88 ft (28 m)
- 로터직경: 72 ft (21.9 m)
- 높이: 25 ft (7.6 m)
- 공허중량: 32,000 lb (14,515 kg)
- 최대이륙중량: 46,000 lb (50,000 lb in war time) (21,000 kg)
- 엔진: 2× T64-GE-100 turboshaft, 4,330 shp (3,230 kW)  각각
- Rotor system: 6 blades

성능
- 최대속도: 170 knots (196 mph, 315 km/h)
- 순항속도: 150 kt (173 mph, 278 km/h)
- 항속거리: 600 nmi (1,100 km) can be extended with in-flight refueling
- 상승한도: 16,000 ft (4,900 m)

무장

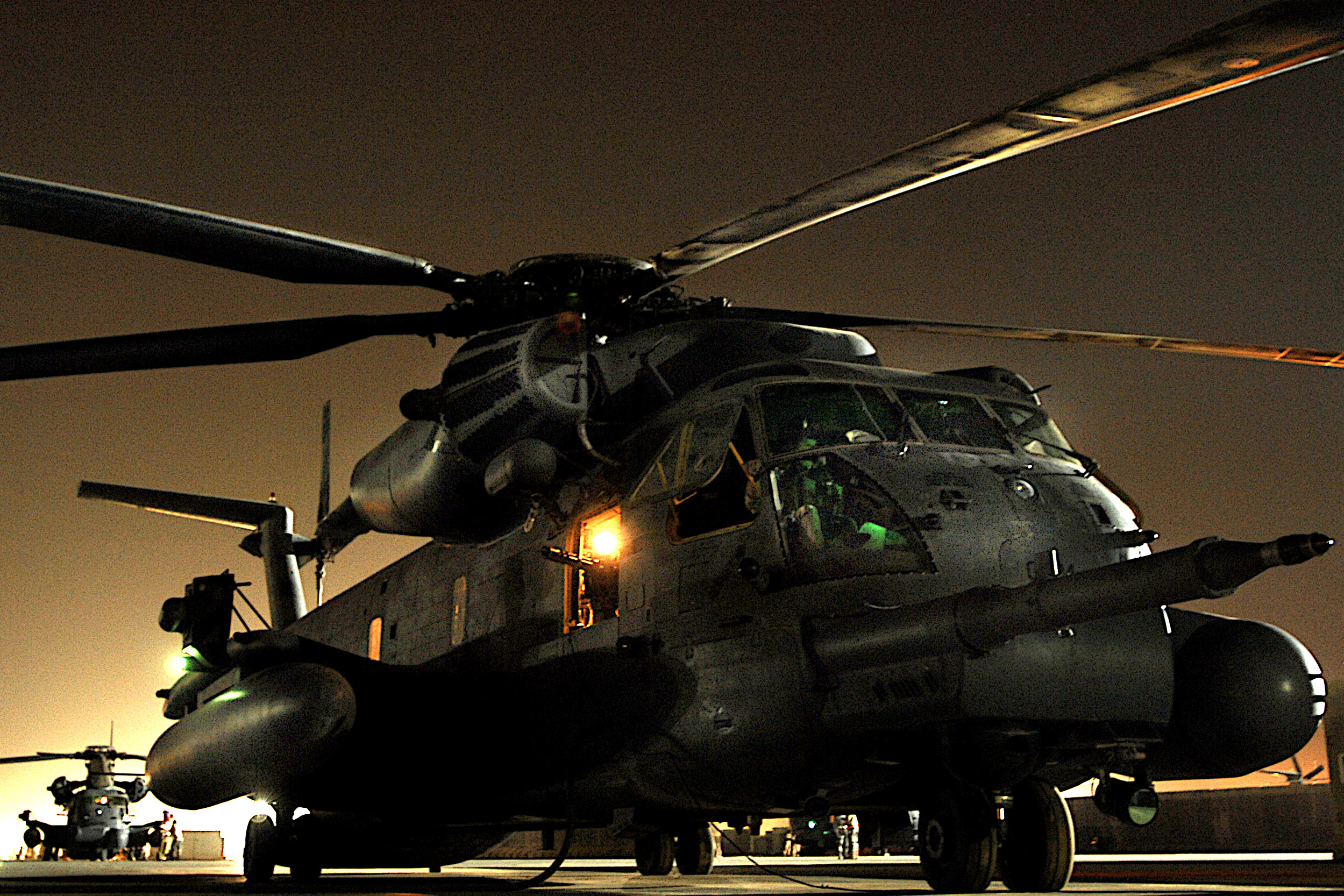
MH-53 Pave Lows prepare to take off for their final combat mission on 27 September 2008, in Iraq.

- Any combination of three 7.62 mm M134 Miniguns and/or .50 BMG (12.7 mm) M2 Browning machine guns mounted on left and right sides (immediately behind flight deck) and ramp

## 같이 보기
- CH-53 시스탤리온
- CH-53E 슈퍼스탤리온
- CH-47 치누크